# 노다촌 (에히메현)
노다촌(野田村)은 에히메현 우마군에 있던 촌이다. 현재의 시코쿠추오시에 해당한다.

## 역사
- 1889년 12월 15일 - 정촌제 시행에 의해 근세이후의 노다촌이 단독으로 지자체를 형성하였다.
- 1940년 2월 11일 - 쓰네촌과 합병해 나가쓰촌이 성립, 동일 노다촌은 폐지되었다.

## 참고문헌
- 角川日本地名大辞典 38 愛媛県